# مارشا مولر
مارشا مولر (بالإنجليزية: Marcia Muller)‏ (28 سبتمبر 1944، ديترويت في الولايات المتحدة)؛ كاتِبة وروائية أمريكية. درست في جامعة ميشيغان.